# 榮町 (屏東市)

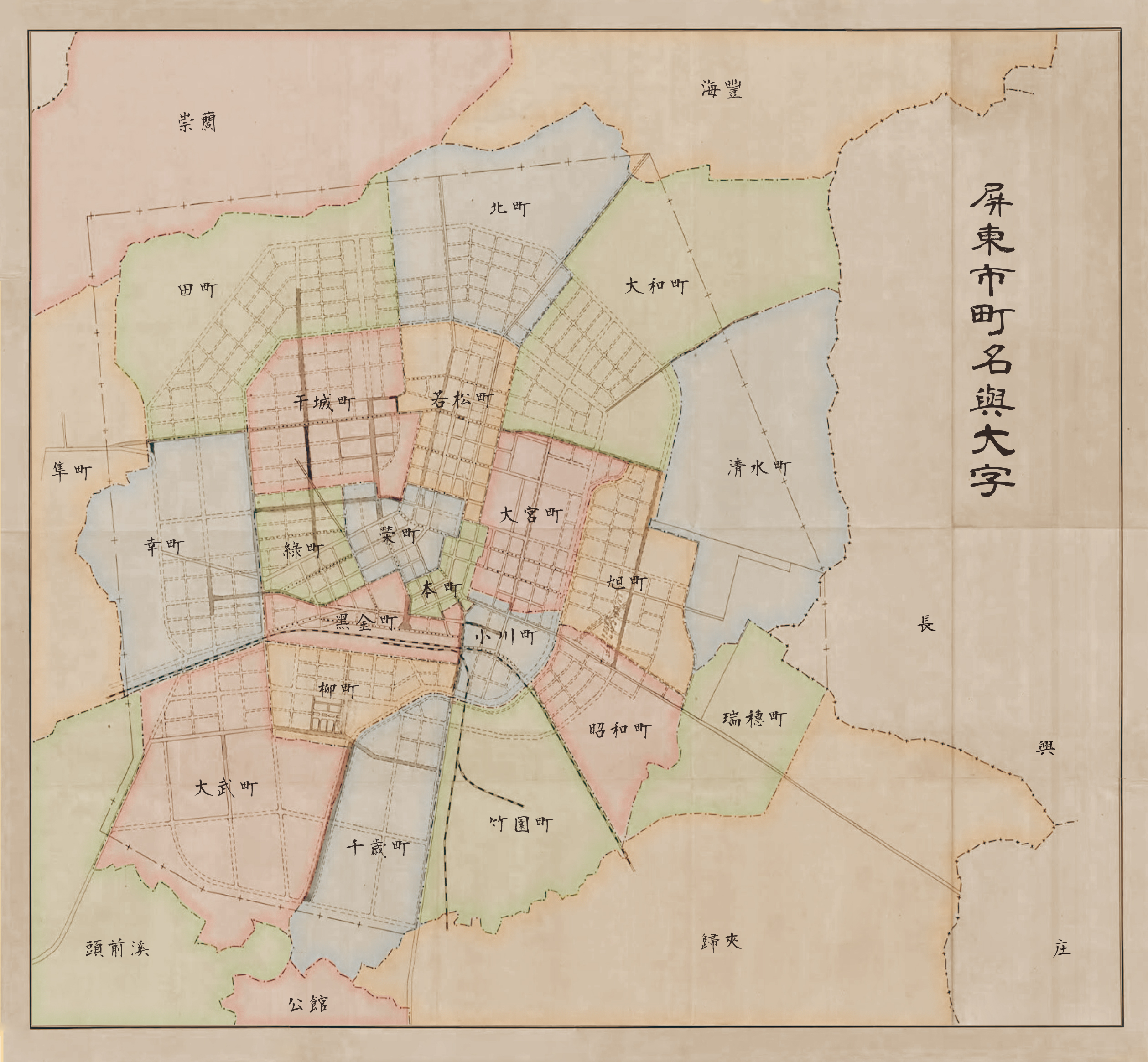
屏東市町名與大字

榮町為屏東市在台灣日治時期的一個行政區，分為三丁目，於1939年4月1日設立，為屏東市的21個町之一。其於阿緱街在1918年提出的町名改正構想中已出現，町名緣由是對此處未來繁榮發展的期待。榮町的範圍為現今地籍文明段一至三小段，約為光榮里、文明里和泰安里南側。

## 町內設施
- 屏東郡役所

- 屏東警察署
- 屏東憲兵分遣隊
- 下淡水溪治水工事事務所

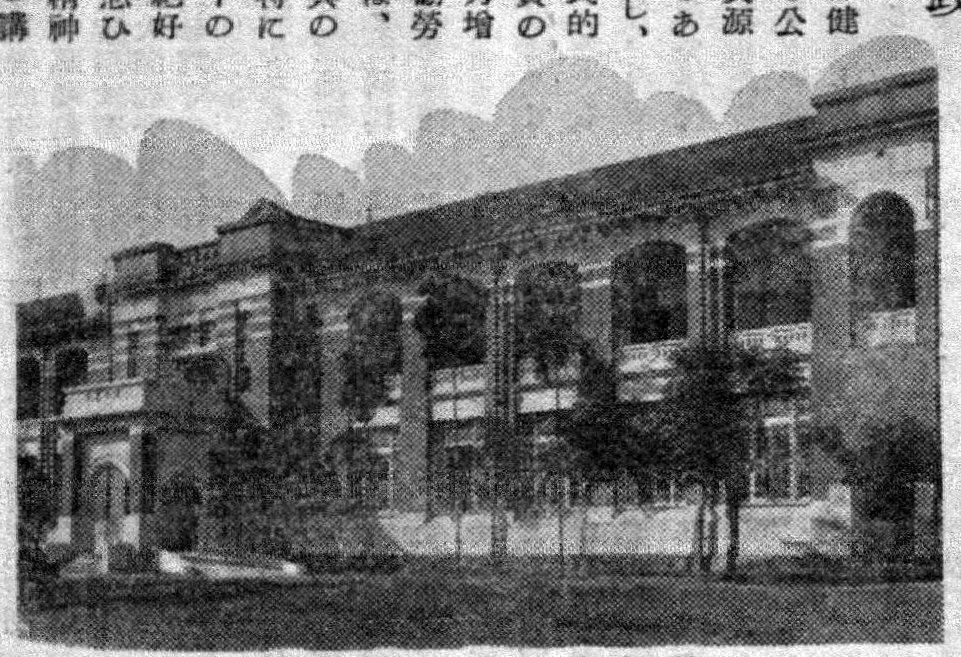
屏東郡役所

- 屏東尋常高等小學校→榮國民學校（今中正國小）
- 屏東出張調停所
- 屏東水利組合
- 臺灣新聞社屏東支局
- 昭和新報社屏東支局
- 屏東偕行社